# Sergio Marchant
Sergio Armando Marchant Muñoz (* 17. September 1961 in Valparaíso; † 15. Mai 2020 in Antofagasta) war ein chilenischer Fußballspieler. Der Mittelfeldspieler nahm an den Olympischen Spielen 1984 teil.

## Karriere

### Verein
Sergio Marchant begann seine Karriere 1980 bei Unión San Felipe, mit dem er 1982 in die Primera División aufstieg. Er galt als ein exzellenter Freistoßkünstler und bekam daher seinen Spitznamen El Bambino de Oro. In seiner Spielerlaufbahn lief er für verschiedene chilenische Vereine auf. Insbesondere bei seinen beiden Stationen bei Deportes Antofagasta von 1989 bis 1991 und von 1995 bis 1998 machte er sich einen Namen und stieg zum Vereinsidol auf. Durch seinen Treffer beim 2:1-Sieg gegen Deportes Puerto Montt wurde Antofagasta 1990 Zweitligameister. Bei Antofagasta beendete er auch seine Karriere und arbeitete später als Trainer beim Klub. Zweimal übernahm er zudem das Profiteam als Interimstrainer. Im Mai 2020 verstarb Marchant nach einem Schlaganfall.

### Nationalmannschaft
Mit der Olympia-Auswahl nahm Marchant an den Olympischen Spielen 1984 teil und bestritt alle vier Spiele. Nach dem zweiten Platz in der Gruppenphase hinter dem späteren Olympiasieger Frankreich schied Chile im Viertelfinale gegen Italien nach Verlängerung aus.

## Erfolge
Deportes Antofagasta
- Zweitligameister: 1990-A